# Hohe Düne
Das Seebad Hohe Düne ist ein Stadtteil von Rostock. Geprägt wird es durch den Stützpunkt der Deutschen Marine, die 25 Meter hohe Verkehrszentrale Warnemünde am Seekanal und einen Yachthafen mit Hotelkomplex. Hohe Düne kann mit einer Autofähre von Warnemünde oder von Osten über Hinrichshagen und Markgrafenheide erreicht werden.

## Lage
Der Ortsteil befindet sich im Norden des Stadtgebiets von Rostock auf der Ostseite des Neuen Stroms, der Mündung der Unterwarnow, gegenüber von Warnemünde zwischen Ostsee und Breitling. Seinen Namen erhielt der Ort von der Hohen Düne, die früher etwa einen Kilometer östlich der Warnowmündung an der Ostsee lag.

## Geschichte

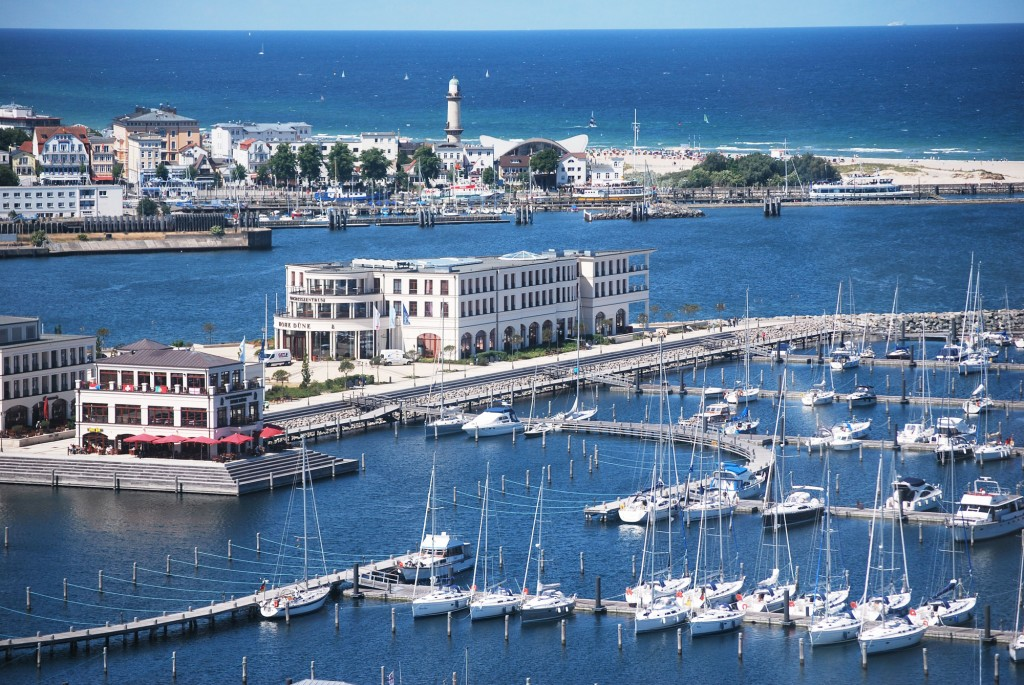
Marina der Yachthafenresidenz Hohe Düne, Rostock.

Im Mittelalter befand sich der erste Rostocker Ostseehafen auf dem Gebiet des heutigen Ortsteils. Rostock erhielt 1264 das städtische Recht über diesen Hafen. Die Warnow mündete zu dieser Zeit noch an verschiedenen Stellen aus dem Breitling in die Ostsee, diese Mündung wurde in den folgenden Jahrhunderten mehrfach verändert. Anfang des 20. Jahrhunderts entstand der Neue Strom als breitere Fahrrinne. Mit dem Bau des Überseehafens Rostock wurde Ende der 1950er Jahre östlich des Neuen Stroms der wesentlich breitere Seekanal angelegt. Ende der 1990er Jahre wurde nach Abriss der alten Ostmole der Neue Strom und der Seekanal zur neuen Zufahrt der Rostocker Häfen vereinigt.
Mit der elektrisch betriebenen Strandbahn wurde zwischen 1910 und 1945 ein für die damalige Zeit sehr fortschrittliches Verkehrsmittel eingesetzt. Die Strandbahn verkehrte von der Fähranlegestelle bis Markgrafenheide und wurde nach dem Ende des Zweiten Weltkrieges durch Busse ersetzt.
1913 wurde zur Vorbereitung des Ostseefluges Warnemünde, der vom 1.— 10. August 1914 stattfinden sollte, auf Hohe Düne der Wasserflugplatz Warnemünde durch die Stadt Rostock angelegt. Durch den Beginn des Ersten Weltkrieges am 1. August 1914 mussten die Vorbereitungen für die Veranstaltung abgebrochen werden. Die anwesenden Flugzeuge beschlagnahmte die Kaiserliche Marine, die den ebenfalls beschlagnahmten Flugplatz als Seefliegerstation nutzte.
Zwischen 1919 und 1922 diente der Flugplatz unter anderem als Ausgangspunkt für Rundflüge und Zwischenlandeplatz der Fluglinien der DLR und Luftverkehr Sablatnig. Von 1922 bis 1924 ruhte der Luftverkehr.
Die Ernst Heinkel Flugzeugwerke und Walther-Bachmann-Flugzeugbau mieteten ab Ende 1922 Flugzeughallen auf dem Flugplatz und begann mit der Konstruktion und dem Bau von Flugzeugen. Ab 1924 war der Flugplatz als Zoll-, Land- und Wasserflughafen I. Ordnung wieder Verkehrsflugplatz, im Jahr darauf erprobte die Junkers Flugzeugwerk AG auf der Strecke Berlin–Warnemünde–Karlskrona–Stockholm eine Nachtfluglinie. Der Flugplatz war im Juni 1925 Zwischenstation für den Deutschen Rundflug und die Seeflug GmbH wurde als Ausbildungsstätte für Seeflugzeugführer und -beobachter gegründet. Deren Aufgaben übernahm ab 1927 die Deutschen Verkehrsfliegerschule.
1926 war der Flugplatz Austragungsort des Zweiten Deutschen Seeflugwettbewerbs. Um an dieses Ereignis zu erinnern, wird jedes Jahr zur Hanse Sail ein Treffen von See- und Wasserflugzeugen durchgeführt.
Ab 1933 verlagerten Heinkel und Bachmann den Flugzeugbau, 1934 wurden der Flugplatz und die Deutsche Verkehrsfliegerschule der Reichswehr unterstellt. In Hohe Düne und in Markgrafenheide entstanden Wohn- und Kasernenbauten. 1935 erfolgte die Umwandlung der Seefliegerschule in die Flugzeugführerschule (See).
Bis zum 30. April 1945 flog die Lufthansa vom Flugplatz Hohe Düne noch nach Dänemark, Schweden und Norwegen.
Von 1946 bis 1947 wurden die Anlagen auf dem Flugplatz demontiert.

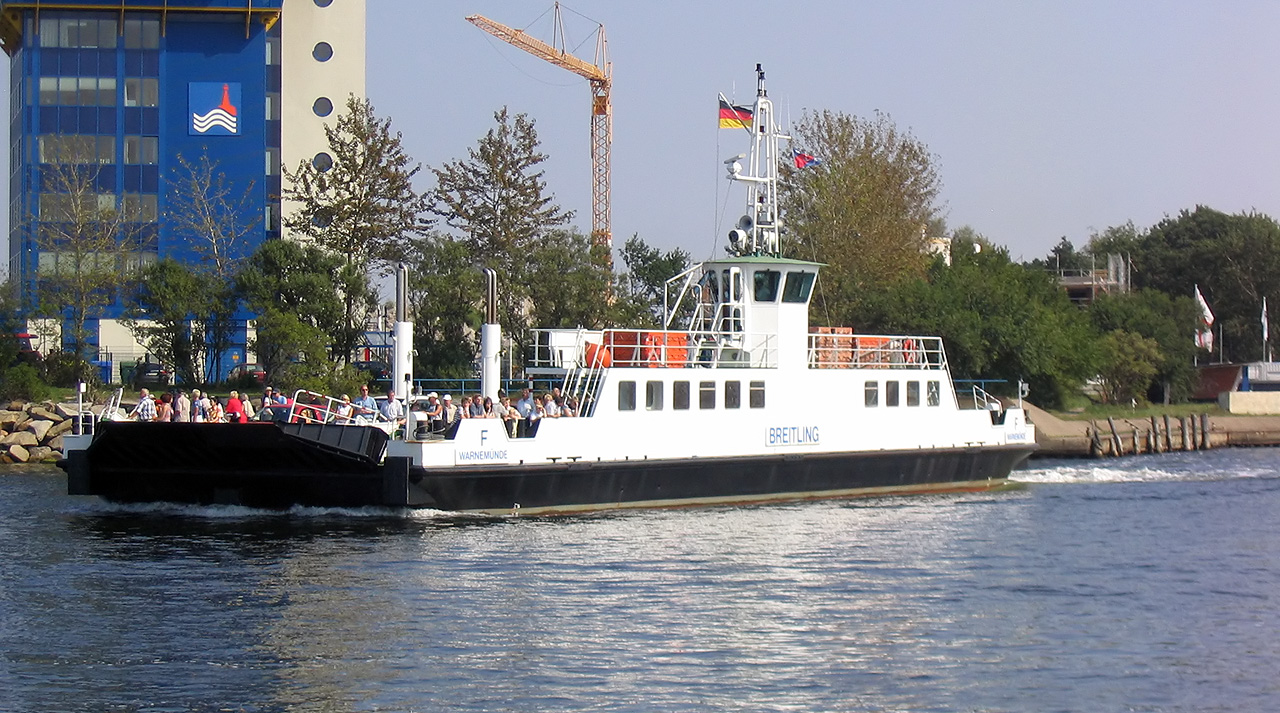
Warnowfähre am Anleger Hohe Düne

1953 entstand am ehemaligen Flugplatz Hohe Düne die erste „AWG-Siedlung“ (Arbeiterwohnungsbaugenossenschaft) der DDR
Von 1965 bis 1970 wurde am Fähranleger die 25 Meter hohe Lotsenstation gebaut. Das Gebäude, von einer Gruppe um den Architekten Horst Schultz entworfen, ist ein Stahlskelettbau aus Betonfertigteilen mit sechs Geschossen auf einem Flachbau.
Ein Teil der auch zu DDR-Zeiten militärisch genutzten Gebiete zwischen Strand und der Straße nach Markgrafenheide im Osten des Ortsteils und zwischen Wohnsiedlung und Breitling wurde nach der Wiedervereinigung Deutschlands wieder für die öffentliche Nutzung freigegeben.
Direkt an der Ostsee wurde 2005 ein großer Yachthafen mit einer Hotelanlage eröffnet. Er bietet 750 Liegeplätze. Der Bau des Yachthafens in Hohe Düne war zusammen mit der Hotelanlage Bestandteil der Olympiabewerbung der Stadt Leipzig für die Olympischen Sommerspiele 2012.
Nach 2005 entstand der Wohnpark Hohe Düne (auch unter der Bezeichnung Tonnenhof bekannt) in direkter Nachbarschaft zum Seekanal südlich der ursprünglichen Siedlungsbebauung.

## Yachthafen Hohe Düne

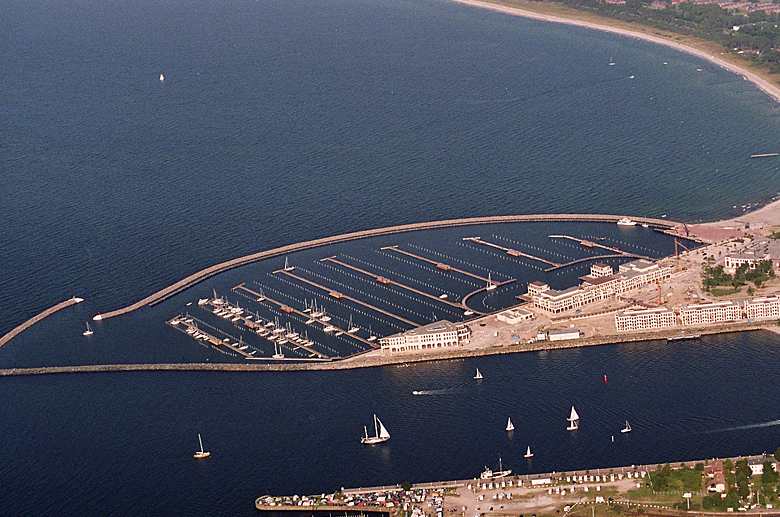
Yachthafen Hohe Düne, Luftbild

Der Yachthafen „Hohe Düne“ liegt östlich der äußeren Hafeneinfahrt, direkt hinter der Ostmole. Der Yachthafen selbst wird von zwei Molen gegen die offene Ostsee geschützt. Die Marina bietet 750 Liegeplätze und eine moderne Infrastruktur für Segler und Motorbootfahrer. Dazu gehört die Hotelanlage „Yachthafenresidenz“ mit 368 Zimmern und Suiten, Wellness-Oase, Kongresszentrum und eigenem Strand.
Die Geschäftsstelle der Lotsenbrüderschaft Wismar-Rostock-Stralsund befindet sich in der Verkehrszentrale des Wasserstraßenamtes Stralsund in Hohe Düne.

## Marinestützpunkt

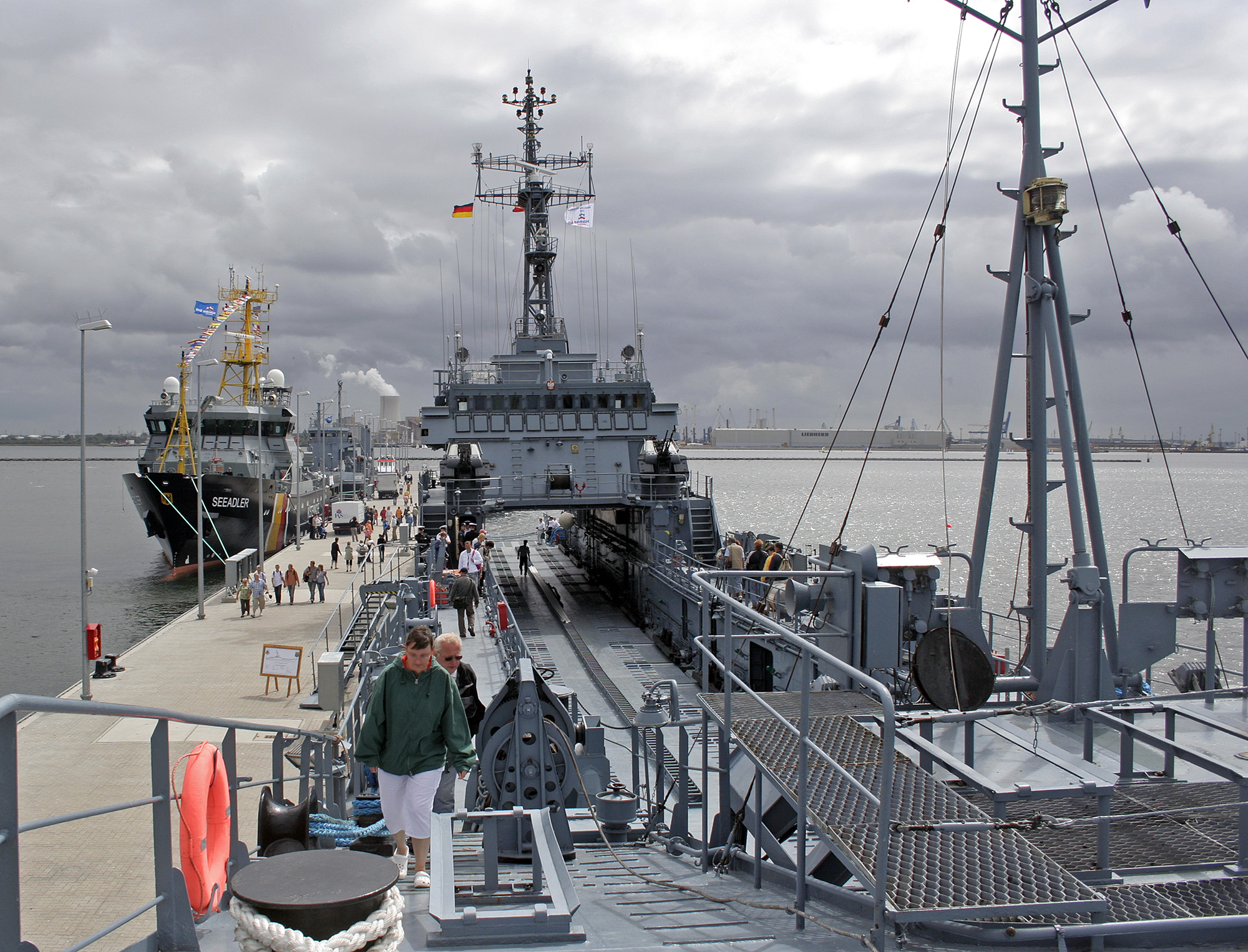
Schiffe im Marinestützpunkt während der Hanse-Sail 2008

1956 wurde die Vierte Flottille der Volksmarine der DDR (Umbenennung 1960) begründet. Der Militärhafen wurde am nördlichen Ufer des Breitlings angelegt. 1990 wurden nach der politischen Wende die Dienstflaggen der NVA und der Volksmarine eingeholt und die Bundesdienstflagge gehisst, es erfolgte die Einrichtung der 3. Bundesgrenzschutz-Flottille. 1993 wurden das 2. und das 7. Schnellbootgeschwader von Kiel nach Warnemünde verlegt.
In Hohe Düne gibt es heute den einzigen Marinestützpunkt der Deutschen Marine in den neuen Bundesländern. Dort ist das 1. Korvettengeschwader mit Korvetten der Braunschweig-Klasse sowie Tendern der Klasse 404 stationiert.